# Muerte en la habitación de la enferma

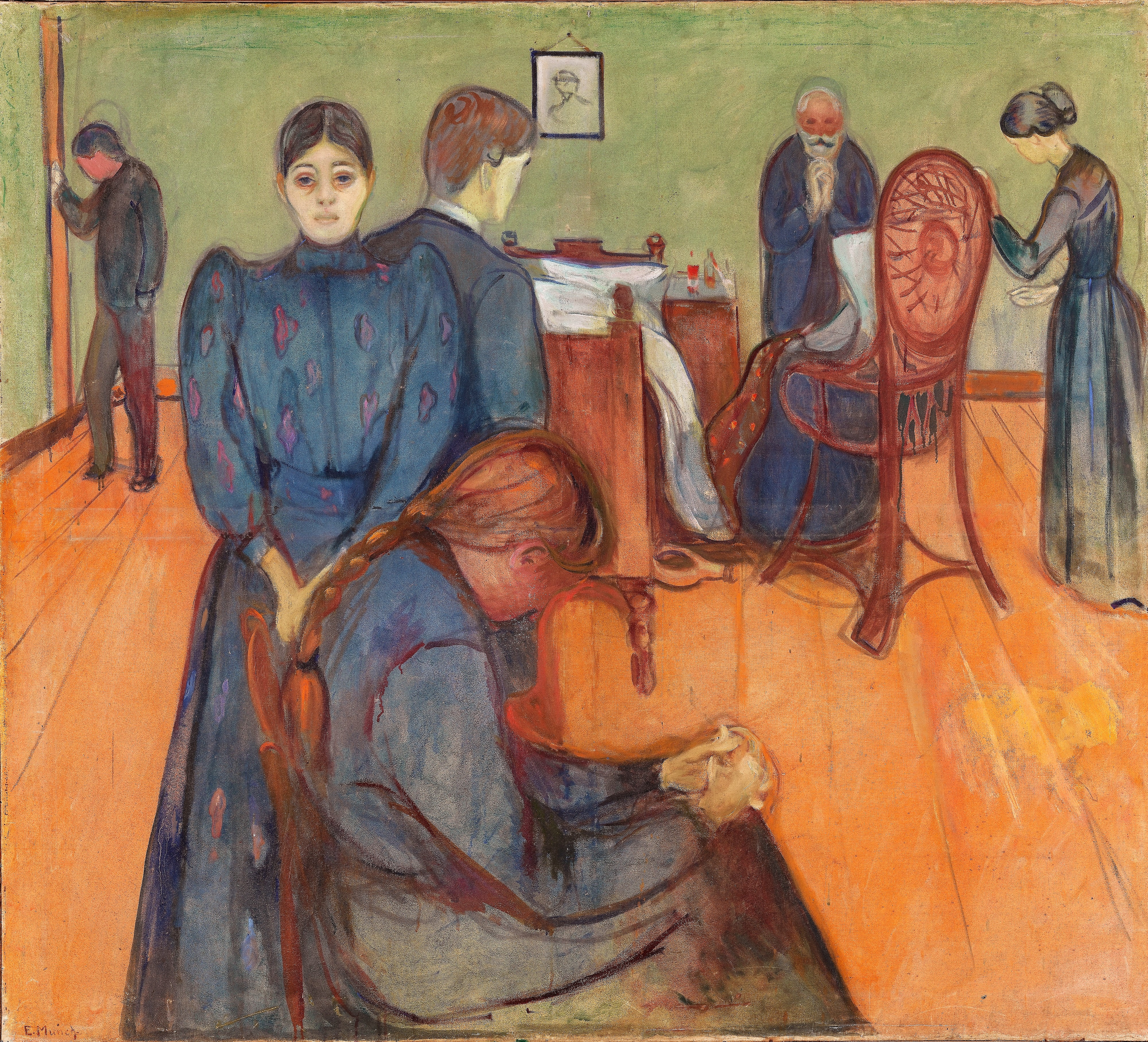
Muerte en la habitación de la enferma, temple sobre lienzo; Galería Nacional de Noruega.

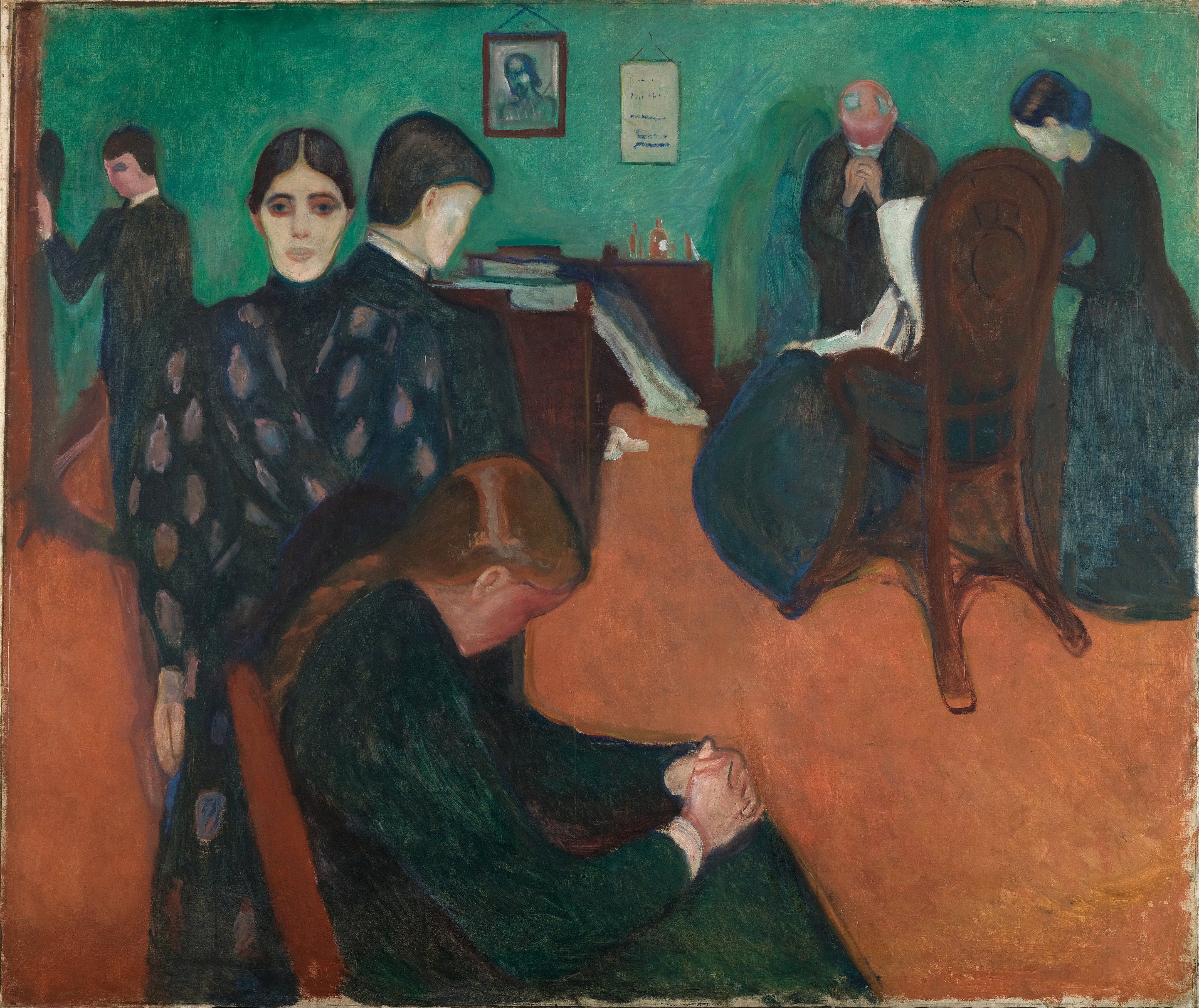
Muerte en la habitación de la enferma, óleo sobre lienzo; Museo Munch de Oslo.

Muerte en la habitación de la enferma (en noruego: Døden i sykeværelset) o El momento de la muerte, es un motivo pictórico del pintor noruego Edvard Munch, que ejecutó en dos pinturas de 1893. Además, realizó varios bocetos, estudios y una litografía. En las imágenes, Munch procesó la enfermedad y muerte por tuberculosis de su hermana mayor Sophie (1862-1877). Se muestran varios miembros de su familia, incluido el propio pintor. El cuadro es una de las principales obras del Friso de la vida. Marca la transición de la representación de la acción externa a la interna en la obra de Munch y su posición artística entre el sintetismo y el simbolismo.

## Descripción
La imagen muestra una habitación con siete personas en un plano general. La vista de la moribunda está bloqueada por una silla de mimbre con respaldo alto. Solo se puede ver la almohada y un brazo ligero descansando sobre una manta oscura. En cambio, la atención se dirige a los "accesorios de la muerte" a su lado: la cama, un orinal y frascos de medicinas en la mesilla.
En particular, sin embargo, la atención se dirige a los miembros individuales de la familia de la moribunda: tres figuras, cuyas siluetas se fusionan, dominan el primer plano: una niña con una trenza a la espalda, sentada de perfil con las manos juntas y la cabeza inclinada. Una mujer joven de pie mira directamente al espectador con rostro cansado, ojos oscuros enrojecidos y mejillas pálidas y hundidas. Un joven tras ella le da la espalda y mira al otro grupo de tres al fondo derecho. Está formado por la muchacha moribunda, una figura femenina de perfil junto a ella y un hombre mayor visto de frente, calvo y con barba, que ante la moribunda se inclina con sus manos entrelazadas en oración. Una segunda figura masculina más joven en el borde izquierdo del encuadre se apoya en la puerta como pensando en salir de la habitación en el momento de la muerte.
La habitación está escasamente amueblada. Mucho espacio rodea a las figuras individuales, que para Reinhold Heller parecen “recortadas”, aisladas y congeladas en poses hieráticas. La perspectiva alta de la acción le recuerda a Arne Eggum un escenario teatral, el piso vacío y los rostros en forma de máscara crean la impresión de un silencio mortal. Un cuadro del Salvador cuelga sobre la cama como símbolo de consuelo a través de la religión.
En cuanto a la composición, se caracteriza por fuertes contornos que delimitan las distintas áreas. Las líneas y curvas de una figura son recogidas y repetidas por otras figuras. Esto da como resultado una continuidad formal y emocional. Ambas versiones al óleo utilizan los mismos tonos y símbolismo del color. Los colores dominantes son el granate, el verde oscuro y el negro azulado. La pintura de la Galería Nacional está realizada mediante una técnica de caseína transparente y seca que, con su ausencia de sombras, realza la expresividad simbólica. La versión del Museo Munch con la pintura al óleo saturada detiene a las figuras con más firmeza en el espacio y expresa el poder de la muerte con sombras oscuras.

## Trasfondo autobiográfico
Edvard Munch tuvo experiencias con la enfermedad y la muerte desde muy temprano. A la edad de 33 años, la madre de Munch murió de tuberculosis en 1868 cuando él tenía solo cinco años. En 1877, la hermana mayor de Munch, Sophie, murió de la misma enfermedad a los 15 años. Su padre murió doce años después. Cuando era niño, Munch era débil y, a menudo, estaba enfermo; su infancia y juventud se vieron ensombrecidas por el miedo constante a la muerte. Más tarde comentó: “En la casa de mis padres vivía la enfermedad y la muerte. Probablemente nunca superé la desgracia de allí. También fue decisivo para mi arte. “Su procesamiento artístico más temprano de la muerte de su hermana Sophie y su propio miedo a la muerte fue el motivo La niña enferma, con el que Munch luchó durante aproximadamente un año hasta su finalización en 1885/86 y que volvió a pintar a intervalos regulares a partir de entonces. .

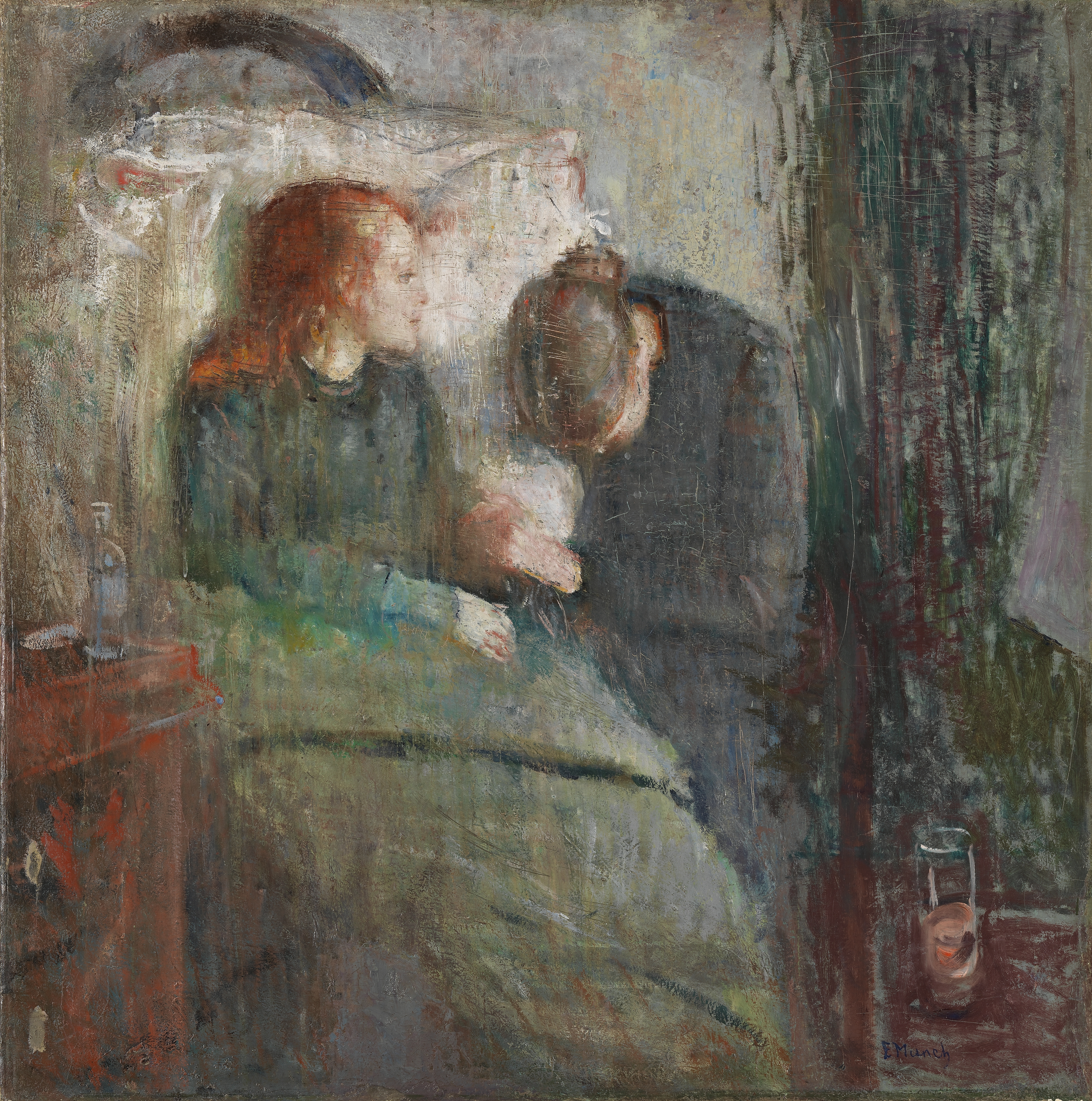
La niña enferma (1885/86), Galería Nacional de Noruega.
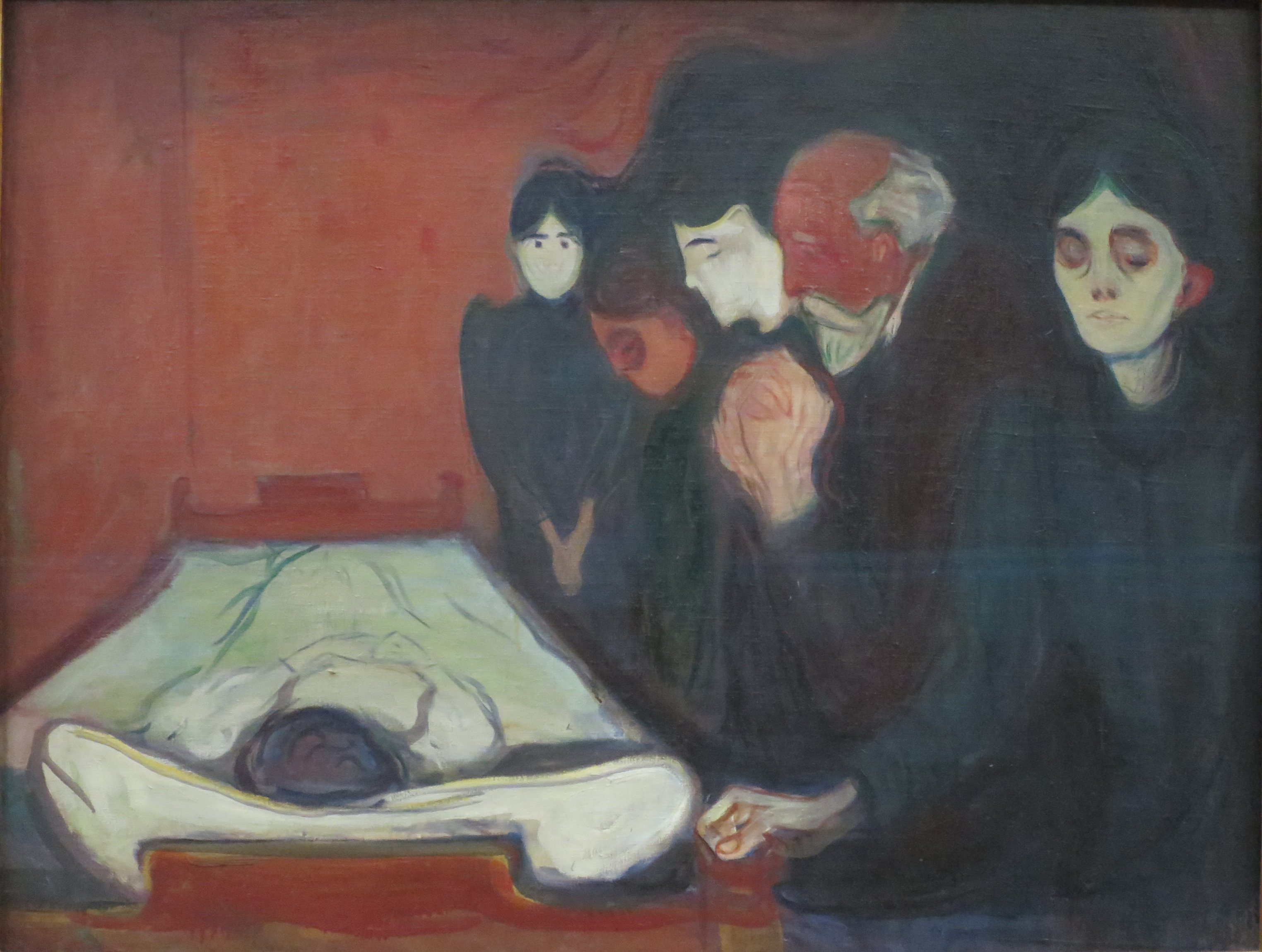
En el lecho de muerte (1895), Museo de Arte de Bergen.
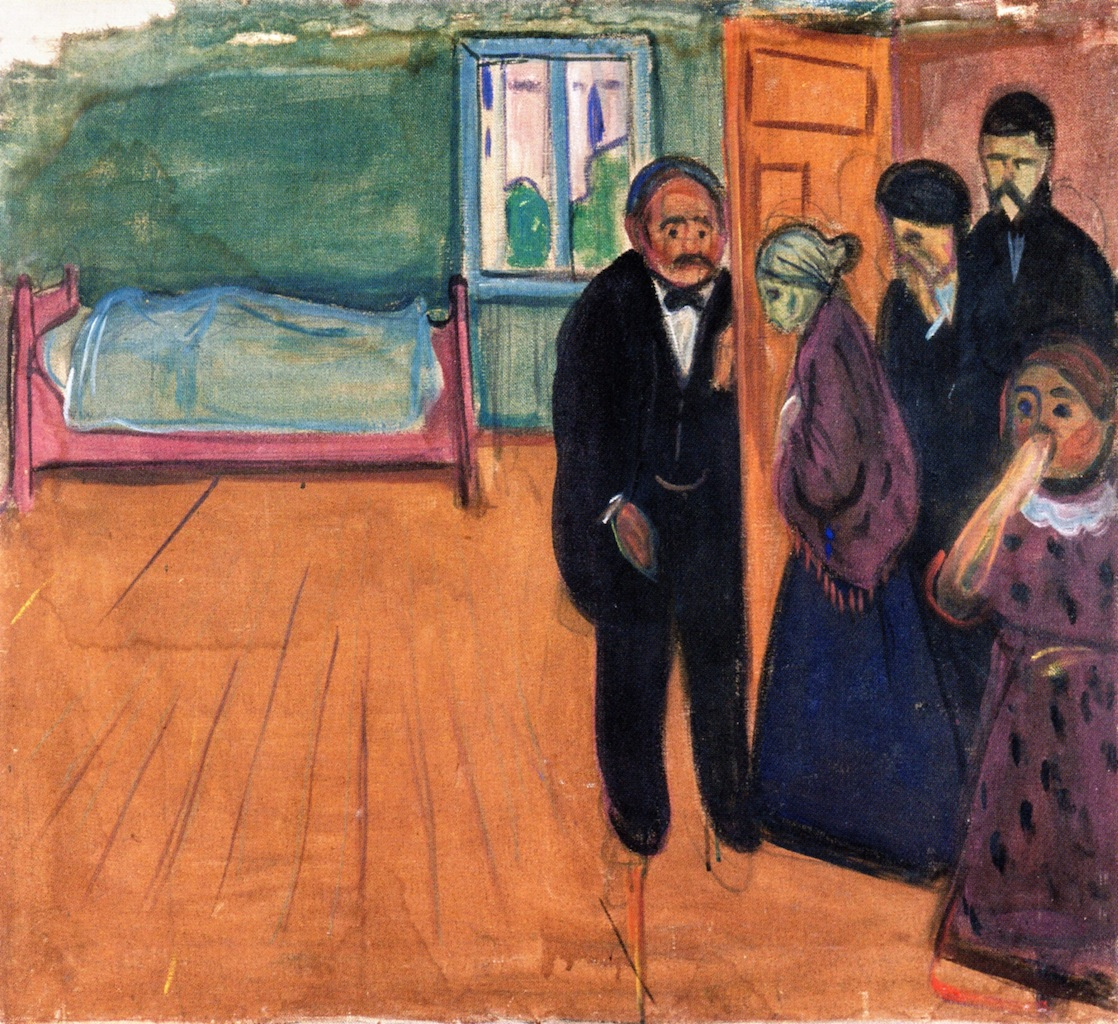
El olor del cadáver (1895), Museo Munch de Oslo.
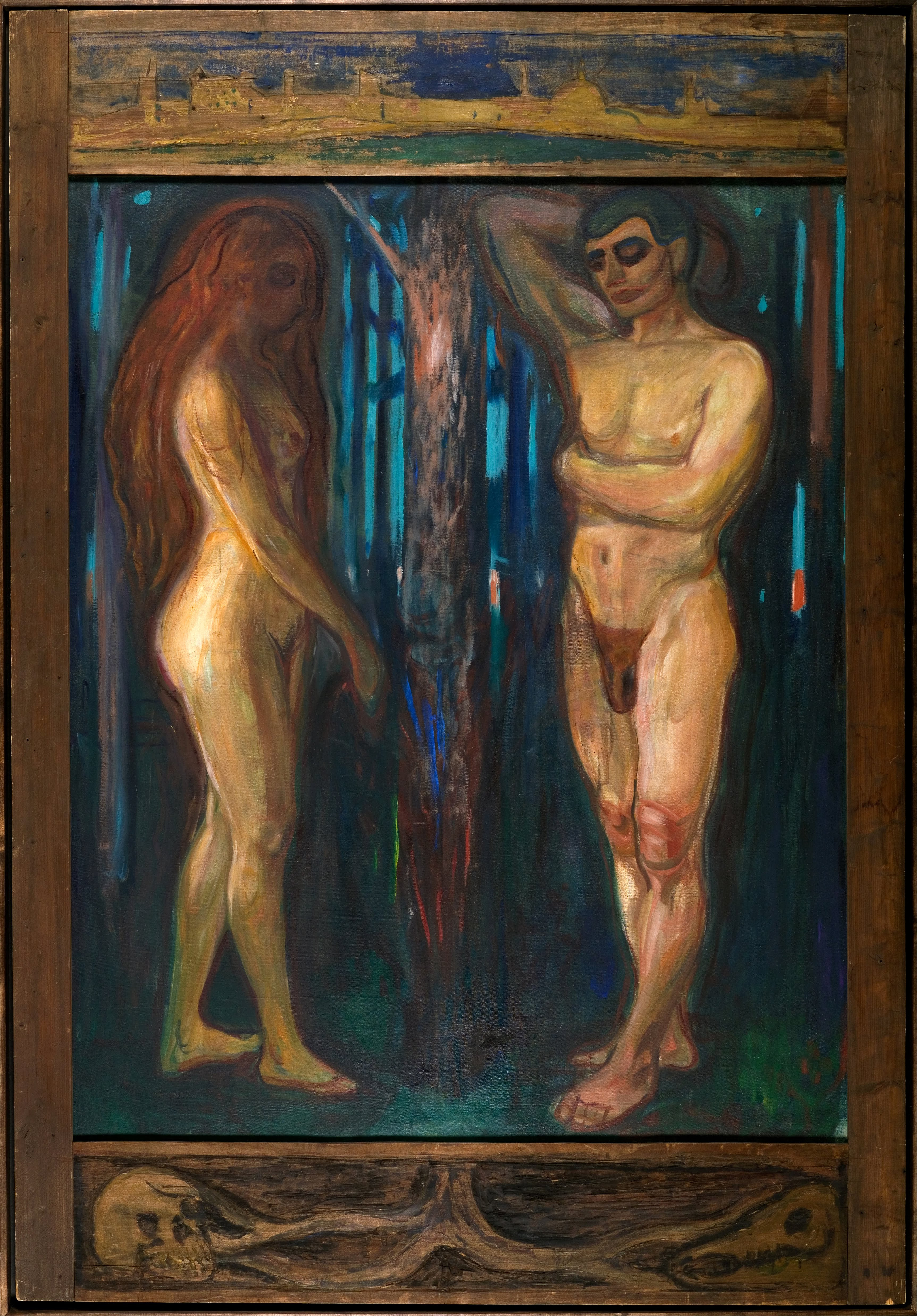
Metabolismo (1898-1899), Museo Munch de Oslo
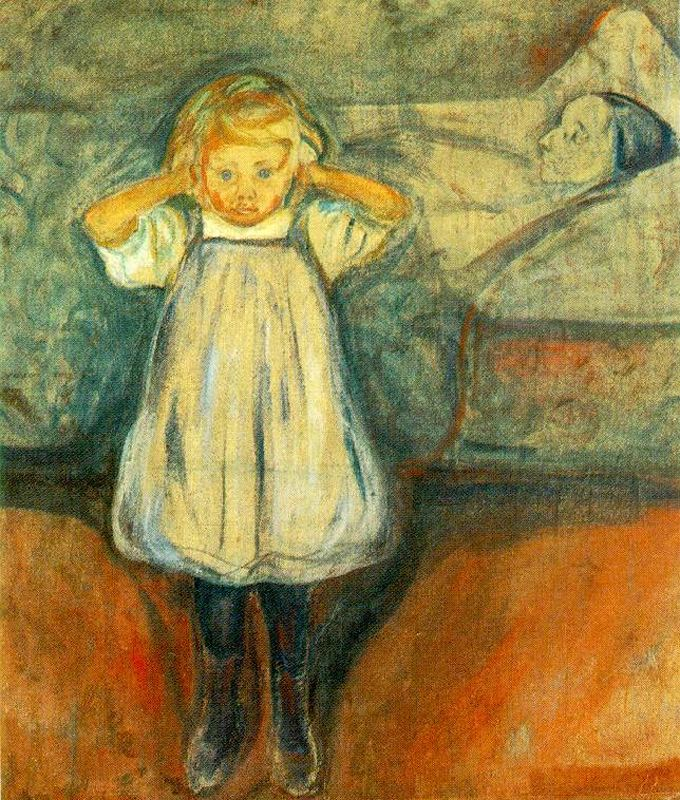
El niño y la muerte (1899), Kunsthalle Bremen.

La muerte en la habitación de la enferma muestra una perspectiva diferente del pintor en comparación con La niña enferma creada ocho años antes. La muchacha agonizante permanece invisible; en cambio, los familiares se colocan en el centro. El recuerdo ya no es para la muerte y el morir, sino para los sentimientos de los afligidos. La imagen marca así una transición de la experiencia externa a la interna, que será característica del trabajo futuro de Munch. Las figuras de la imagen se pueden asignar fácilmente a la familia del artista. En primer plano están los hermanos Laura, Inger y el propio Edvard, al fondo con la moribunda Sophie, el padre Christian Munch y la tía Karen Bjølstad. El hermano Andreas está en la puerta. Sin embargo, al pintor no le interesa una reconstrucción realista, sino recordar el estado de ánimo. Aunque los detalles de la escenografía, incluida la silla de mimbre, se pueden encontrar en las notas personales de Munch, las figuras no tienen la edad del momento de la muerte de Sophie, sino la edad en la que se creó la imagen. El padre de Munch, por otro lado, había muerto en 1893. Munch traslada así a personas de diferentes momentos del tiempo a la escena del pasado, posiblemente con el fin de hacer perceptible hasta el presente la presencia de los muertos y su muerte.
Munch tocó el tema de la muerte a través de muchas otras obras. Así, junto al Amor, es un tema central del Friso de la vida, la recopilación de sus obras centrales de la década de 1890. En la quinta exposición de la Secesión de Berlín, la última gran presentación conjunta del friso, Munch exhibió un total de 22 cuadros y dedicó una pared entera de la sala al tema de la Muerte. Además de Muerte en la habitación de la enferma, presentó las obras Sobre el lecho de muerte, El olor del cadáver, El metabolismo y El niño y la muerte.

## Influencias artísticas
Según Arne Eggum, la obra es característica de la posición especial de Munch en la dirección del arte postimpresionista, representado por la escuela de Pont-Aven, Paul Gauguin y el simbolismo, que tras su presencia en la Exposición Universal de París de 1889 se expandió por Europa, con precursores como los interiores de Edgar Degas y Vincent van Gogh o las representaciones de máscaras de Gauguin y James Ensor. Reinhold Heller se refiere a las escenas del Moulin Rouge de Henri de Toulouse-Lautrec o las frágiles xilografías de Félix Vallotton.
Los críticos contemporáneos vieron la pintura de Munch principalmente influenciada por las obras de Maurice Maeterlinck, para quien la muerte se manifiesta en la psique de los sobrevivientes. De hecho, en la época de los primeros bocetos, Munch estaba ilustrando una de las obras de Maeterlinck. En su drama L'intruse, el moribundo está escondido en la habitación contigua, en la composición de Munch está oculta por la silla y, sin embargo, está presente en la conciencia de todas las demás personas. Para otros, como Matthias Arnold o Uwe M. Schneede, el cuadro con las figuras estatuarias recuerda al compatriota noruego de Munch, Henrik Ibsen. Con respecto al título alternativo El momento de la muerte, Arne Eggum se refiere en particular a la filosofía de Søren Kierkegaard del encuentro del momento y la eternidad.

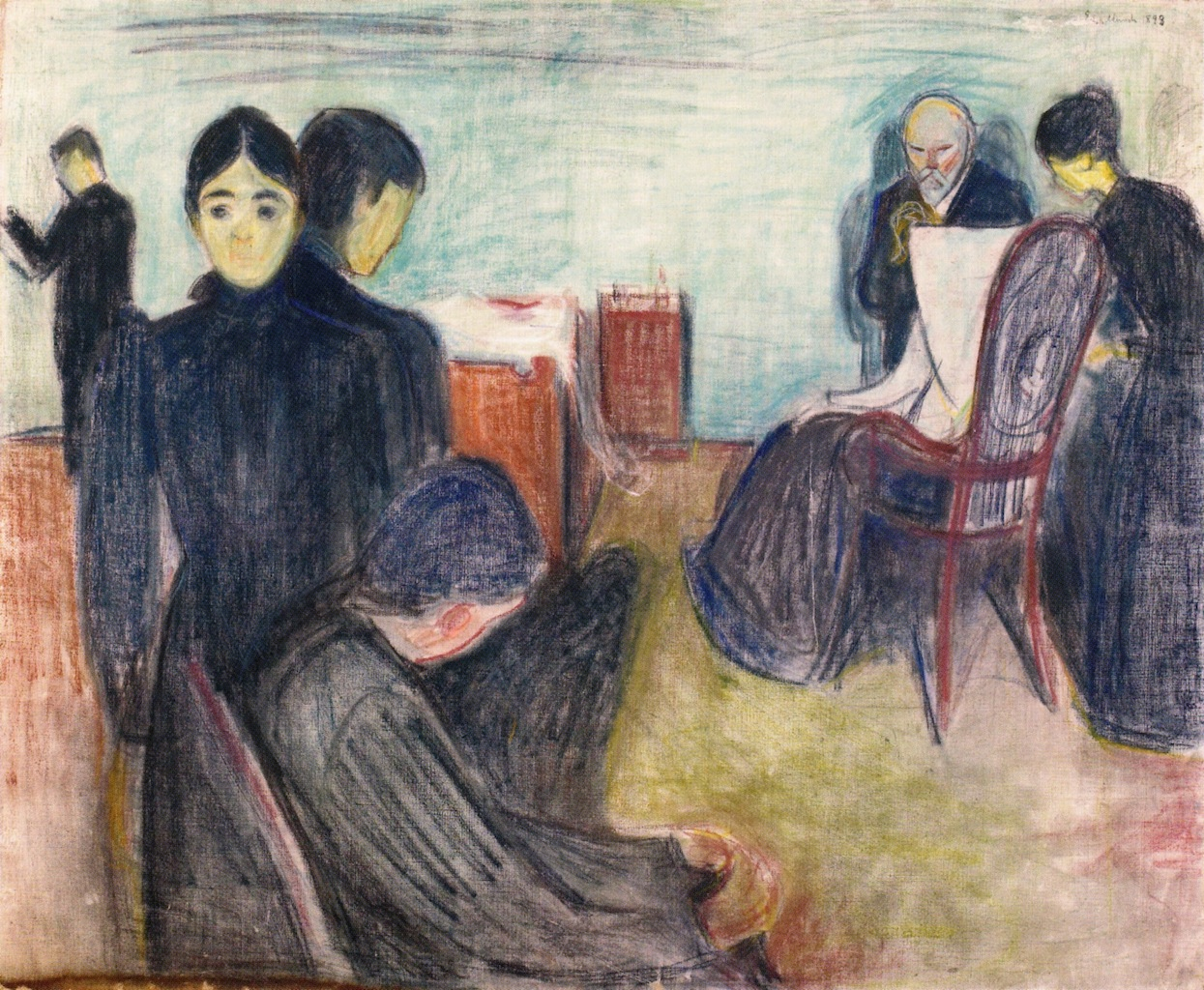
Muerte en la habitación de la enferma, pastel sobre lienzo; 1893.

## Interpretación
Matthias Arnold describe la imagen como un cuadro "tipo Ibsen" en el que la muerte de la hermana de Munch, Sophie, se transporta "a lo intemporal". Los familiares permanecen "como marionetas, indefensos, paralizados, doloridos". Parecen congelados en el dolor, mientras que el grave acontecimiento, la muerte, permanece oculto. Como resultado, según Uwe M. Schneede, el "movimiento interior de los que quedan atrás" se convierte en el tema de la imagen, el drama interior viene antes que el drama exterior. Según Arne Eggum, la muerte se presenta “como una ausencia, como una pérdida para los supervivientes.“  Deja un vacío que acompaña a los afligidos a través de las etapas posteriores de la vida, en el que Munch se presenta a sí mismo y a los miembros de su familia como si estuvieran encerrados para siempre en la habitación de enferma de la moribunda Sophie.
Los deudos aparecen no solo afligidos e indefensos ante la muerte de un ser querido, sino también solos y aislados unos de otros. Según Reinhold Heller, es una imagen de "aislamiento existencial". Según Hermann Beenken, cada persona se enfrenta al horror de la muerte y el morir por su cuenta: “Aquí, la muerte y el morir son los sin nombre que pueden manifestarse a través de su presencia real. Todos sentimos la presencia silenciosa de un ser que no está entre nosotros y que ahora penetra y cambia el ser más íntimo, incluida la vida misma. La muerte del otro se experimenta como algo que antes era desconocido. La muerte ya no le quita al hombre, sino al revés, el hombre se adueña de la muerte, la convierte en su muerte, esa es la exigencia." 

## Historia
Edvard Munch comenzó a trabajar en el motivo en Berlín en 1893. Arne Eggum, conservador durante muchos años y director del Museo Munch de Oslo, sospecha que el pintor tenía la intención explícita de pintar memorias formativas. Hizo un total de dos versiones grandes de la imagen, una de las cuales se encuentra en la Galería Nacional de Noruega y la otra en el Museo Munch. Además, realizó varios bocetos y estudios, incluido un pastel que también se conserva en el Museo Munch.
Munch presentó la pintura, en ese momento todavía bajo el título Una muerte, por primera vez el 5 de mayo. En diciembre de 1893 la presentó en Berlín junto con un ciclo de imágenes titulado Estudio para una serie: Amor. Este ciclo fue una etapa preliminar del Friso de la vida posterior y contenía las imágenes La voz, El beso, Vampiro, Madonna, Melancolía y El grito . La pintura Una muerte se colocó directamente en la entrada de la exposición y, según Reinhold Heller, representaba el motivo de la muerte con una franqueza que no estaba previamente presente en la obra de Munch.

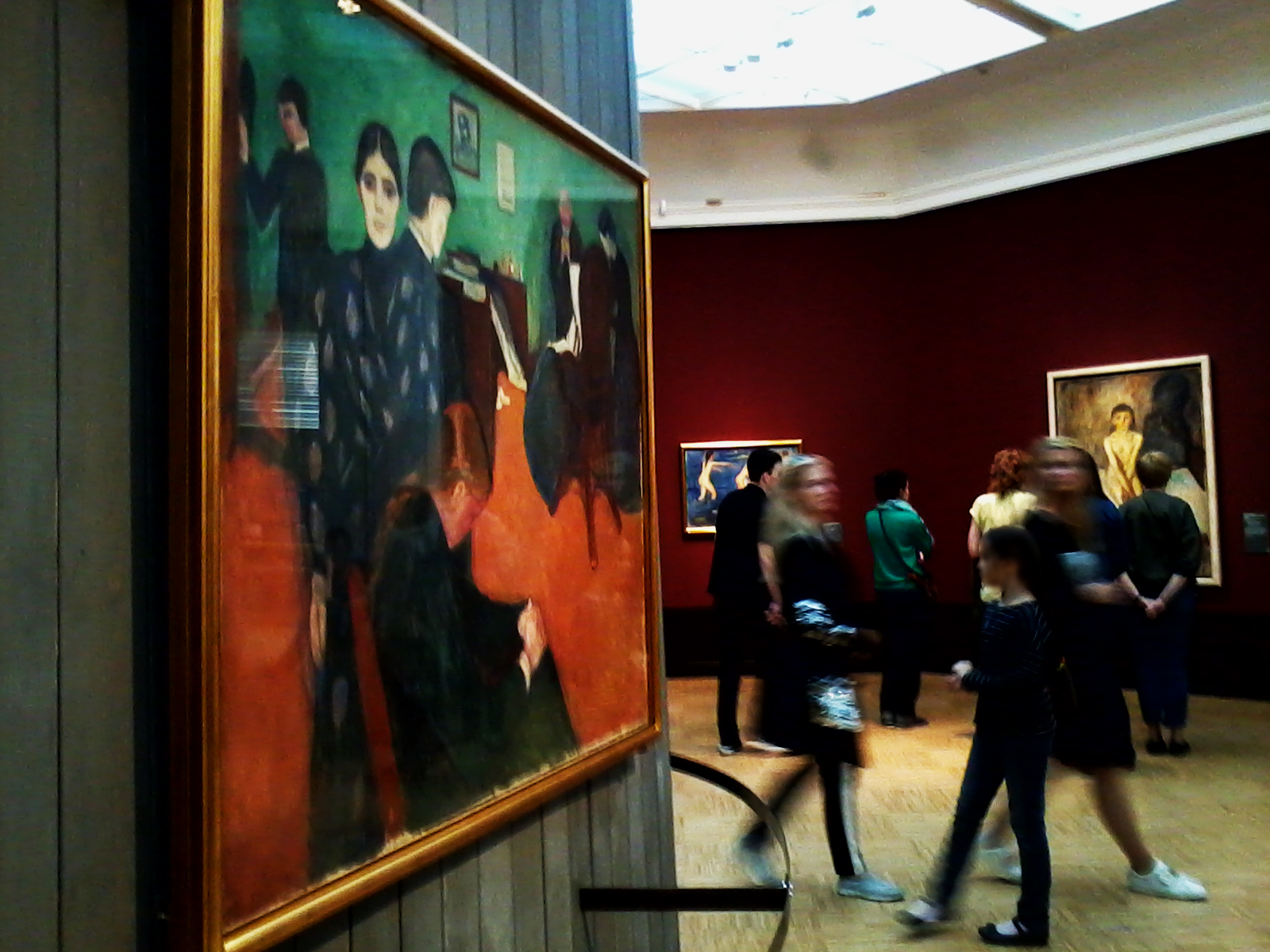
Muerte en la habitación de la enferma, óleo del Museo Munch en una exposición en la Galería Tretiakov, Moscú (2019).

La crítica contemporánea destacó Una muerte de manera particularmente positiva entre las imágenes exhibidas. Willy Pastor escribió en el Frankfurter Zeitung que en el trabajo de Munch hay “el principio al final [y] el final al principio”. El artista se convence a sí mismo de la naturaleza de las cosas “en un boceto fugaz. Como en un punto focal, deja que las innumerables líneas del mundo exterior converjan y se enciendan; pero con la llama que luego se enciende, brilla en el interior de su alma, más y más profundo mira hacia los abismos que allí se abren.“  Nic Stang, sin embargo, relata una recepción básicamente hostil por parte del público y la crítica, en la que se criticaba, por ejemplo, que no se podía reconocer al difunto y ni siquiera se sabía si era un hombre o una mujer.
En 1896, Munch realizó una litografía basada en el motivo. Hay copias en Berlín, Dresde, Fráncfort del Meno, Hamburgo, Leipzig, Saarbrücken, Salzburgo, Wiesbaden y Zúrich, entre otros. Gracias a los fuertes contrastes en blanco y negro de la litografía, Munch logró, según Arne Eggum, “un silencio aún más audible que en una de las versiones pintadas”.
El fabricante y coleccionista de arte Olaf Schou donó la pintura al temple a la Galería Nacional de Noruega en 1910.